# Доріан Рейлян
Доріан Рейлян (рум. Dorian Răilean, нар. 13 жовтня 1993, Кишинів) — молдовський футболіст, воротар румунського клубу «Кіндія» (Тирговіште).
Виступав, зокрема, за клуб «Дачія» (Кишинів), а також національну збірну Молдови.

## Клубна кар'єра
Народився 13 жовтня 1993 року в місті Кишинів. Вихованець футбольної школи клубу «Дачія» (Буюкань).
У дорослому футболі дебютував 2010 року виступами за команду «Тирасполь», у якій провів один сезон, взявши участь в одному матчі чемпіонату. 
Згодом з 2012 по 2013 рік грав у складі команд «Сфинтул Георге» та «Дачія» (Буюкань).
Своєю грою за останню команду привернув увагу представників тренерського штабу клубу «Дачія» (Кишинів), до складу якого приєднався 2013 року. Відіграв за кишинівський клуб наступні чотири сезони своєї ігрової кар'єри. Відзначався досить високою надійністю, пропускаючи в іграх чемпіонату в середньому менше одного гола за матч.
Протягом 2017—2023 років захищав кольори клубів «Сфинтул Георге», «Петрокуб», «Комуна Реча» та «Уніря» (Деж).
До складу клубу «Кіндія» (Тирговіште) приєднався 2023 року. Станом на 11 вересня 2023 року відіграв за команду з Тирговіште 5 матчів в національному чемпіонаті.

## Виступи за збірні
У 2011 році дебютував у складі юнацької збірної Молдови (U-19), загалом на юнацькому рівні взяв участь у 2 іграх.
У 2011 році залучався до складу молодіжної збірної Молдови. На молодіжному рівні зіграв в одному офіційному матчі, пропустив 1 гол.
У 2019 році дебютував в офіційних матчах у складі національної збірної Молдови.
| Дата      | Місто            | Господарі         | Результат               | Гості             | Турнір                               | Голи | Примітки |
| --------- | ---------------- | ----------------- | ----------------------- | ----------------- | ------------------------------------ | ---- | -------- |
| 21-2-2019 | Анталія          | Казахстан         | 1 – 0                   | Молдова           | товариський матч                     | -    | 88'      |
| 29-3-2022 | Астана           | Казахстан         | 0 – 1 д.ч. (5 – 4 п.п.) | Молдова           | Ліга націй УЄФА 2020-2021 - Play-out | -    |          |
| 3-6-2022  | Вадуц            | Ліхтенштейн       | 0 – 2                   | Молдова           | Ліга націй УЄФА 2022-2023 - 1-й етап | -    |          |
| 6-6-2022  | Андорра-ла-Велья | Андорра           | 0 – 0                   | Молдова           | Ліга націй УЄФА 2022-2023 - 1-й етап | -    |          |
| 10-6-2022 | Кишинів          | Молдова           | 2 – 4                   | Латвія            | Ліга націй УЄФА 2022-2023 - 1-й етап | -4   |          |
| 14-6-2022 | Кишинів          | Молдова           | 2 – 1                   | Андорра           | Ліга націй УЄФА 2022-2023 - 1-й етап | -1   |          |
| 24-3-2023 | Кишинів          | Молдова           | 1 – 1                   | Фарерські острови | Відбір до ЧЄ 2024                    | -1   |          |
| 27-3-2023 | Кишинів          | Молдова           | 0 – 0                   | Чехія             | Відбір до ЧЄ 2024                    | -    |          |
| 17-6-2023 | Тирана           | Албанія           | 2 – 0                   | Молдова           | Відбір до ЧЄ 2024                    | -2   |          |
| 20-6-2023 | Кишинів          | Молдова           | 3 – 2                   | Польща            | Відбір до ЧЄ 2024                    | -2   | 90'      |
| 7-9-2023  | Лінц             | Австрія           | 1 – 1                   | Молдова           | товариський матч                     | -1   |          |
| 10-9-2023 | Торсгавн         | Фарерські острови | 0 – 1                   | Молдова           | Відбір до ЧЄ 2024                    | -    |          |
| Усього    |                  | Матчів            | 12                      |                   | Голів                                | -11  |          |